# Irena Żukowska-Rumin
Irena Żukowska-Rumin (ur. 10 czerwca 1950 w Hajnówce, zm. 11 września 2020 w Kielcach) – polska nauczycielka i poetka. Autorka wielu publikacji z zakresu dydaktyki języka polskiego w szkole średniej.

## Życiorys
W 1973 ukończyła studia polonistyczne na Uniwersytecie Warszawskim, w latach 1973–1984 była kierowniczką artystyczną Wojewódzkiego Domu Kultury w Kielcach, następnie została nauczycielką języka polskiego w IV LO w Kielcach. 
Od 1999 była członkinią kieleckiego oddziału Związku Literatów Polskich. Poetka projektu Sfotografuj wiersz – Zwierszuj fotografię. 
Irena Żukowska-Rumin oprócz własnej twórczości literackiej próbowała pomagać młodym twórcom, którzy byli uczniami IV LO w Kielcach. Przykładami tomików uczniowskich są: 
- Jurek W. J., Mój świat, wybór i red. I. Żukowska-Rumin, Kielce: IV Liceum Ogólnokształcące im. Hanki Sawickiej, Kielce 1995.
- Jurek W. J., Dotyk, wybór i red. I. Żukowska-Rumin, Kielce: IV Liceum Ogólnokształcące im. Hanki Sawickiej, Kielce 1995.
- Słowa ułożone w niecodzienność. Almanach poetycki, wybór wierszy i red. I. Żukowska-Rumin i W. J. Jurek, Kielce: IV Liceum Ogólnokształcące im. Hanki Sawickiej, Kielce 1995.
- Nazywam się Ikar. Almanach poetycki, wybór wierszy, red., wstęp I. Żukowska-Rumin, Kielce: IV Liceum Ogólnokształcące im. Hanki Sawickiej, Kielce 1996.

## Poezja
- Pierrot (Kielce 1996)
- Tryptyk (Kielce 1996)
- Kolombina (Ston 2, Kielce 1999)
- Sancho Pansa (2003)
- Emblema (Wojewódzka Biblioteka Publiczna w Kielcach, Kielce 2008)
- Alexandreis (Zakład Poligraficzny SAM-WIL, Kielce 2011)
- Rondo (Wojewódzka Biblioteka Publiczna w Kielcach, Kielce 2014)
- Pawana (Kielce 2020)

## Inne publikacje[4]

### Artykuły w czasopismach:
- Ważniejsze wydarzenia w życiu kulturalnym Kielecczyzny (1 IV 1972 - 31 V 1977), ,,Zeszyty Kieleckie'' 1981, s. 224-237.
- Nazwiska sławnych Polaków, ,,Język Polski w Szkole" 1993/1994, nr 3, s. 72-75.
- Zasady akcentowania, ,,Język Polski w Szkole" 1994/1995, nr 2, s. 68-72.
- Co jest poezją?, ,,Inspiracje Polonistyczne" 1996, nr 1, s. 5-6.
- O funkcji cytatu, ,,Inspiracje Polonistyczne" 1996, nr 2, s. 11-12.
- Jam jest dwór polski..., ,,Inspiracje Polonistyczne" 1996, nr 3, s. 15-17.
- Czym prędzej się wybierajcie, ,,Inspiracje Polonistyczne" 1996, nr 4, s. 1-3.
- ,,Kino bo wiem nie jest tak oglądane jak malarstwo" (pomiędzy literaturą filmem i malarstwem na podstawie ,,Brzeziny" Andrzeja Wajdy), ,,Język Polski w Szkole Średniej" 1996/1997, z. 1, s. 77-79.
- ,,Ojczyzno moja". Litwa w wybranych utworach literatury polskiej (Lekcja przeprowadzona w klasie czwartej o profilu humanistycznym), ,,Język Polski w Szkole Średniej" 1996/1997, nr 2, s. 112-114.
- O dążeniu do jednoznaczności wyrazów w nauce, ), „Język Polski w Szkole Średniej” 1996/1997, nr 3, s. 85–88.
- Jakich umiejętności oczekuję od absolwenta szkoły podstawowej, „Inspiracje Polonistyczne” 1997, nr 5, s. 7–9.
- Ustawa Rządowa z 3 maja 1791, „Inspiracje Polonistyczne” 1997, nr 6, s. 10–13.
- Dwieście lat „Mazurka”, „Inspiracje Polonistyczne” 1997, nr 7, s. 2–3.
- Jak w Lipcach wigilię obchodzono, „Inspiracje Polonistyczne” 1997, nr 8, s. 4–6.
- Mickiewicz zmęczony, „Język Polski w Szkole Średniej” 1997/1998, nr 3, s. 31–32.
- Pomiędzy Mickiewiczem a Mondrianem (Propozycja lekcji w kl. II), „Język Polski w Szkole Średniej” 1997/1998, nr 3, s. 75–77.
- Nagrobek Czytelnikowi (do dwóch wierszy Wisławy Szymborskiej: Nagrobek i Wieczór autorski, „Świętokrzyski Kwartalnik Literacki” 1998, nr 2, s. 135–137.
- Poeta młody (Od poezji do malarstwa), „Inspiracje Polonistyczne” 1998, nr 9, s. 3–4.
- Listy dawniej i dziś, „Inspiracje Polonistyczne” 1998, nr 10, s. 12–14.
- Jak H. Sienkiewicz zdania budował?, „Język Polski w Szkole Średniej” 1998/1999,               nr 3, s. 84–86.
- Dumni z nudnego Judyma, „Słowo Ludu. Magazyn” 2000, nr 89, s. 11.
- Czytanie wiersza Piotra Ciężkowskiego ,,Nazywam się Ikar”, „Język Polski w Szkole Średniej” 2000/2001, nr 4, s. 70–73.
- Jestem raczej człowiekiem..., ,,Zezem" 2000/2001, nr 10.
- Propozycje tematów na wewnętrzną (ustną) część egzaminu maturalnego, „Język Polski w Liceum” 2001/2002, nr 4, s. 30–33.
- O Panu Bogu, który patrzy zza pieca, czyli co zostałoby z poezji, gdyby nie związki frazeologiczne, ,,Język Polski w Liceum" 2000/2001, nr 4.
- O tym jak literatura inspiruje się historią i jak sama przeobraża się w żywą tradycję historyczną, „Nasza Baba Jaga” 2004, nr 8, s. V–VI.
- Lekcja z widokiem na okno, ,,Język Polski w Liceum'' 2004/2005, nr 4.
- Pomiędzy mitologią a kosmosem, czyli lekcja o lustrze, „Język Polski w Liceum” 2005/2006, nr 4, s. 46–55.
- Nad wyrazami Uty Przyboś, „Świętokrzyski Kwartalnik Literacki” 2007, nr 3/4, s. 228–232.
- Po co artystom potrzebne są autoportrety, czyli jak mówić o Stanisławie Wyspiańskim, „Kwartalnik Polonistyczny” 2008, nr 2, s. 149–152.
- Umieranie Memnona - ukłon w stronę starożytności. Zbigniew Herbert „Fragment wazy greckiej, „Kwartalnik Polonistyczny” 2008, nr 4, s. 131–136.
- Jak harfą, cyfrą i wierszem budzić jutrzenkę (uwag kilka o zbiorze poezji „Obudzić jutrzenkę” Zofii Korzeńskiej), „Radostowa” 2010, nr 1/2, s. 57–58.
- Ofiara serca (Jacka Malczewskiego fascynacje „Anhellim” Juliusza Słowackiego), „Radostowa” 2010, nr 7/8, s. 8–9.

### Artykuły w publikacjach książkowych:
- „Kino bowiem nie jest tak oglądane jak malarstwo” (Pomiędzy literaturą, filmem i malarstwem na podstawie „Brzeziny” Andrzeja Wajdy), w: Polonistyczne pogranicza: film, red. i oprac. W. Rajca, Kielce 1997.
- Nauczycielem być..., w: W poszukiwaniu koncepcji kształcenia zdolnych: 15-lecie Towarzystwa Szkół Twórczych, Warszawa 1998.
- Od Bizancjum do Japonii - inspiracje sztuką w poezji Wisławy Szymborskiej, w: 4 x Nobel, red. G. Tomaszewska, F. Tomaszewski, Warszawa 2002, s. 151–158.

### Publikacje książkowe:
- Lekcja polskiego: propozycje lekcji literackich w szkole ponadpodstawowej (Wydawnictwo Pedagogiczne ZNP, Kielce 1998).
- Lekcja polskiego z oknem w tle (Wydawnictwo Pedagogiczne ZNP, Kielce 2005).

## Nagrody, nominacje i odznaczenia
- 1994 – Złoty Krzyż Zasługi[5]
- 1994 – Nagroda Ministra Edukacji Narodowej I stopnia[1]
- 1998 – Nagroda Prezydenta Miasta Kielce[1]
- 1999 – stypendystka Ministerstwa Kultury
- 2000 – stypendystka Ministerstwa Kultury
- 2000 – Medal Komisji Edukacji Narodowej
- 2002 – Krzyż Kawalerski Orderu Odrodzenia Polski[6]
- 2012 – nominacja do Orfeusza – Nagrody Poetyckiej im. K.I. Gałczyńskiego za tom Alexandreis[7]
- 2012 – Nagroda Miasta Kielce przyznana za twórczość literacką[8]
- 2018 – wyróżnienie w II edycji Małopolskiej Nagrody Poetyckiej „Źródło”
- 2019 – Brązowy Medal „Zasłużony Kulturze Gloria Artis”
- 2020 – wyróżnienie w IV edycji Małopolskiej Nagrody Poetyckiej „Źródło” za wiersz pt. Szuflada.